# پرستوی صخره گلوسرخ
پرستوی صخره گلوسرخ (نام علمی: Petrochelidon rufigula) نام یک گونه از سرده پرستوهای صخره است.